# Josée Vigneron-Ramackers
Josée Vigneron-Ramackers (25 janvier 1914 - 30 août 2002) est une compositrice, professeur de musique et chef d'orchestre belge.

## Biographie
Josée (Christiane) Vigneron-Ramackers est née à Bourg-Léopold, Belgique. Elle a étudié l'harmonie et le contrepoint à la Limburgsche,.